# Ordre du Saint-Esprit
Pour les articles homonymes, voir Frères Hospitaliers du Saint-Esprit.
L’ordre du Saint-Esprit est un ordre de chevalerie français, fondé le 31 décembre 1578 par Henri III. Pendant les deux siècles et demi de son existence, il est l’ordre de chevalerie le plus prestigieux de la monarchie française. Ce n’est cependant pas le plus ancien, puisque l’ordre de Saint-Michel a été fondé un siècle auparavant. 
Tous les chevaliers du Saint-Esprit étaient faits chevaliers de l'ordre de Saint-Michel avant leur réception et portaient de ce fait le titre de « chevaliers des ordres du roi ».
L'ordre du Saint-Esprit est aussi nommé le cordon bleu, la croix de l'ordre du Saint-Esprit étant habituellement portée par les chevaliers autour de l'épaule droite sur un ruban de couleur bleue.
Il n'est plus attribué par l'État depuis 1830, et relève aujourd'hui d'un ordre dynastique.

## Historique

### Ancien Régime

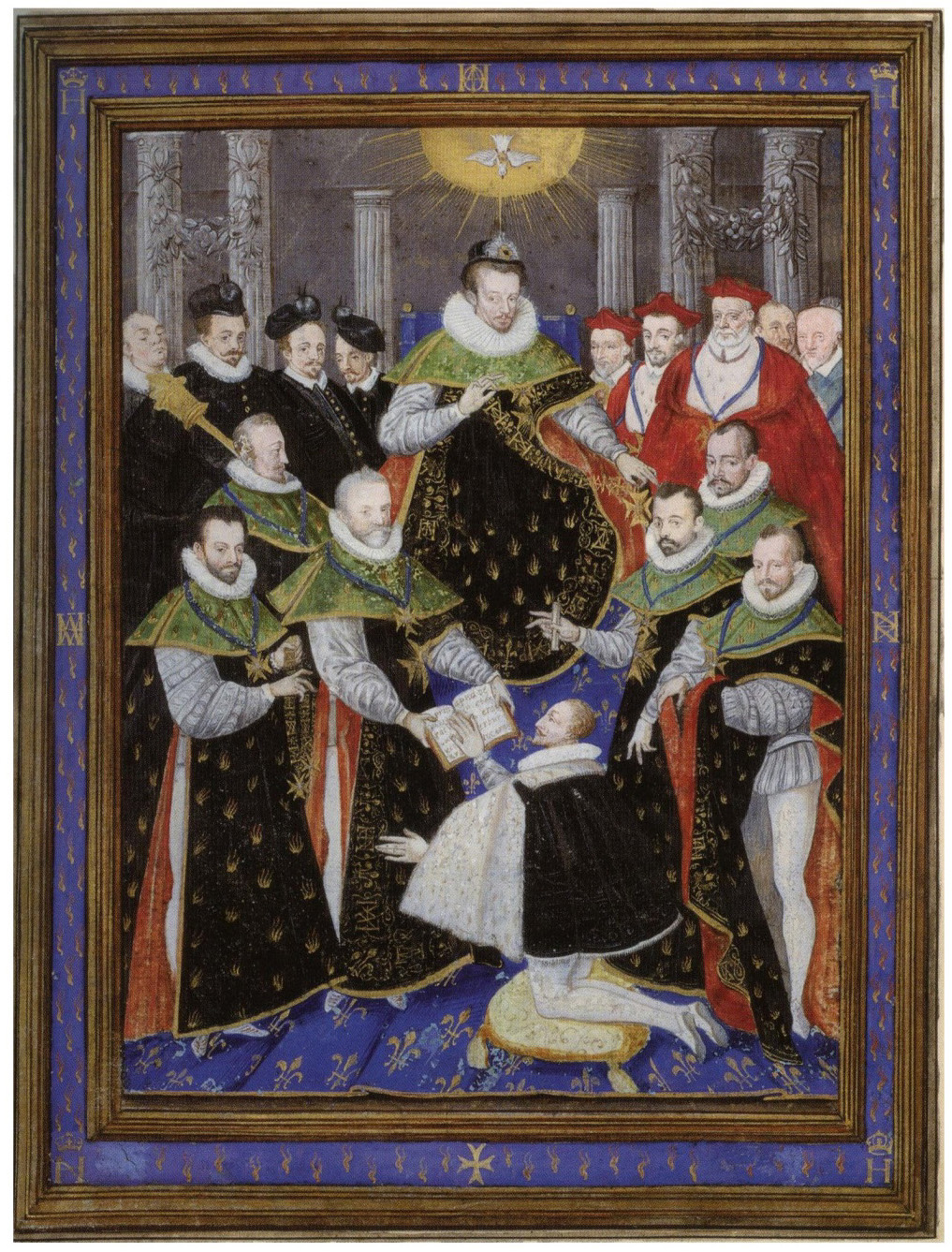
Le roi Henri III (roi de France) préside la première cérémonie de l'ordre du Saint-Esprit.
Enluminure de Guillaume Richardière, 1586, musée Condé, Chantilly.

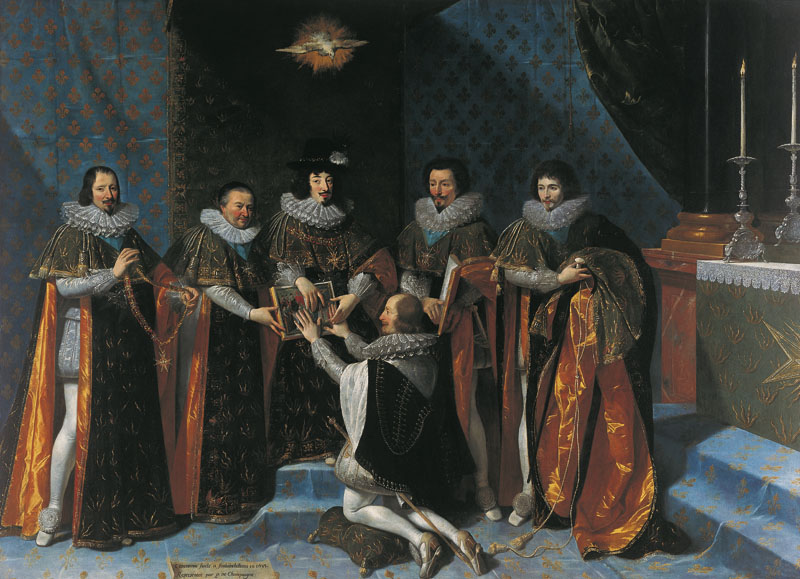
Réception d'Henri II d'Orléans-Longueville dans l'ordre du Saint-Esprit par le roi Louis XIII le 15 mai 1633,
Philippe de Champaigne, 1633, musée des Augustins de Toulouse.

C'est le 31 décembre 1578, en pleines guerres de Religion, qu’Henri III fonde l’« ordre et milice du benoît Saint-Esprit ».
Le monarque choisit le nom de Saint-Esprit, en référence à son couronnement sur le trône de Pologne et plus tard sur celui de France, les deux événements étant survenus le jour de la Pentecôte.  L'idée lui est venue à Venise, où il a vu le manuscrit original d'un ordre du Saint Esprit, ou du Droit Désir, fondé en 1353 par Louis d'Anjou, roi titulaire de Jérusalem et de Sicile et époux de Jeanne, reine de Naples et comtesse de Provence, et placé sous la protection de saint Nicolas de Bari, dont l'image a été reproduite sur le pendentif du collier. Henri III s'est rendu compte que l'ordre de Saint-Michel a été dégradé pendant les guerres civiles, et il a donc décidé de placer le nouvel ordre du Saint-Esprit à ses côtés et de les attribuer ensemble ; pour cette raison, qui a été créé chevalier du Saint-Esprit est appelé « chevalier des ordres du roi »,.
Il s'agit du premier ordre de la monarchie française et les monarques de France en sont les grands maîtres. Ses membres doivent être catholiques, d'une noblesse héréditaire remontant au moins à leur arrière-grand-père, et avoir au moins trente-cinq ans. Les princes étrangers au sang de France peuvent être reçus dès vingt-cinq ans, les princes du sang dès quinze ans et les fils de France le reçoivent dès leur baptême.
Bien que cet ordre soit initialement réservé aux plus hauts dignitaires du royaume, le roi Henri IV permet à un nombre restreint de monarques et de grands seigneurs étrangers de confession catholique, orthodoxe ou anglicane d’y entrer.
Un impôt spécifique appelé « Marc d'or » est instauré pour subvenir aux besoins de l’ordre dont le siège se trouve au couvent des Grands-Augustins à Paris. Sa devise est Duce et Auspice, « Sous la direction et la protection [du Saint-Esprit] ».
« Sous Henri IV et Louis XIII, le règlement qui exige quatre degrés de noblesse semble avoir subi des entorses. C'est encore quelquefois le cas sous Louis XIV (...). Sous les règnes de Louis XV et de Louis XVI, en revanche, il semble que tous les chevaliers satisfont aux preuves », rapporte Benoît Defauconpret.

### De la Révolution à Louis-Philippe
Supprimé en 1791 pendant la Révolution française, l’ordre du Saint-Esprit est rétabli en 1814. Louis XVIII le confère notamment à Alexandre Ier de Russie, à Francois Ier d'Autriche, à Frédéric-Guillaume III de Prusse et au duc de Wellington. Charles X restaure les cérémonies de l'ordre,.
Comme l'ordre de Saint-Michel, l'ordre du Saint-Esprit n'est plus attribué par l'État à partir de la révolution de Juillet, en 1830, sans être formellement supprimé, par la monarchie de Juillet (ni par les régimes suivants), l'ordre de la Légion d'honneur restant le seul ordre national mentionné dans la charte de 1830 (article 63).
N'étant plus attribué par l'État depuis son délaissement par le roi Louis-Philippe, il est devenu un ordre dynastique français et fut porté ainsi que conféré par les prétendants légitimistes et orléanistes au trône de France.

## Organisation

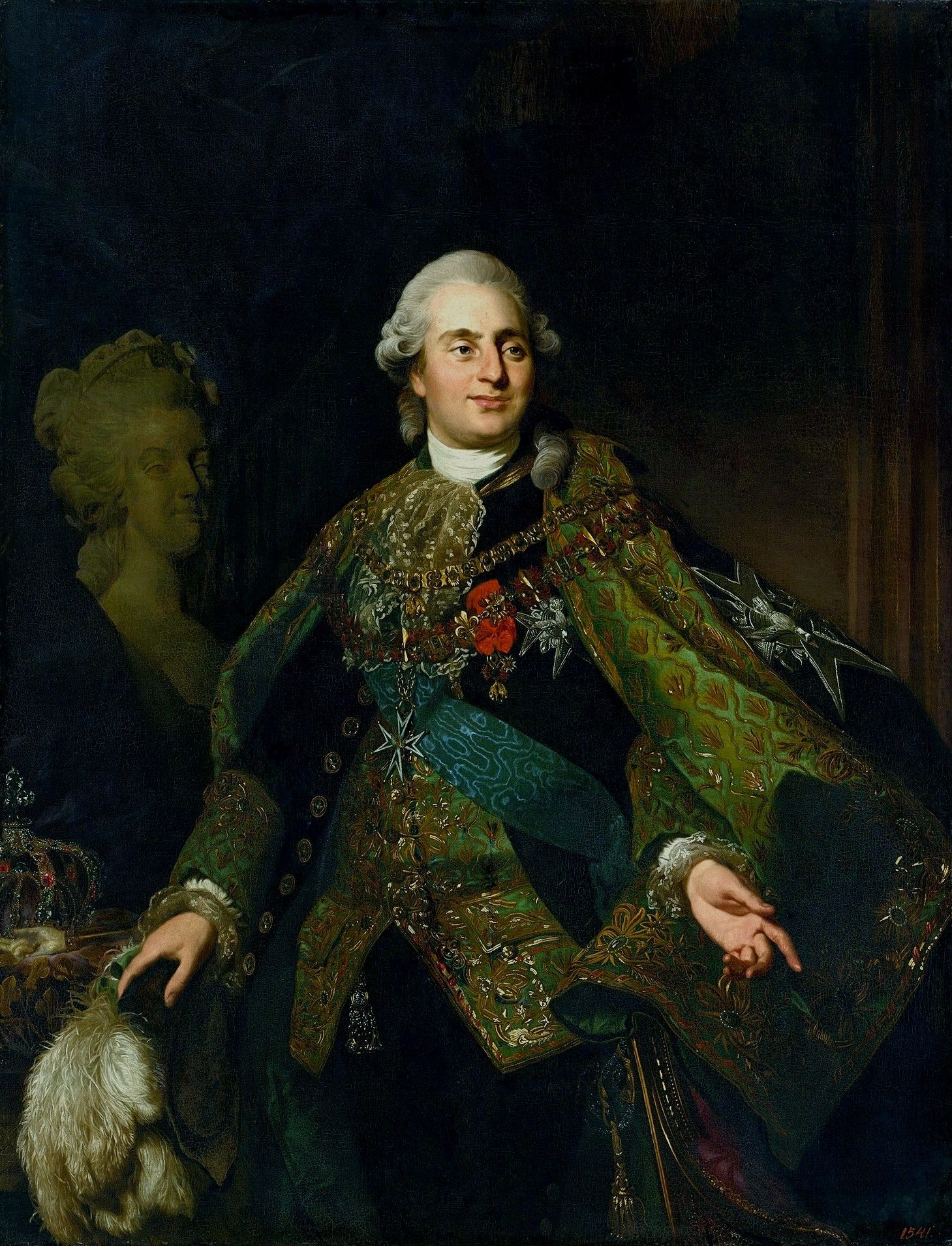
Le roi Louis XVI en habit de l'ordre du Saint-Esprit, par Alexandre Roslin.

L’ordre est doté de la personnalité morale, ce qui permet notamment au souverain de l'utiliser pour lever des emprunts. La direction en est réservée au roi, qui en est le « souverain grand maître ».
Listes des grands maîtres de l'ordre du Saint-Esprit :
- 1578 à 1589 Henri III, 1er grand maître, fondateur de l'ordre ;
- 1589 à 1610 Henri IV, 2e grand maître ;
- 1610 à 1643 Louis XIII, 3e grand maître ;
- 1643 à 1715 Louis XIV, 4e grand maître ;
- 1715 à 1774 Louis XV, 5e grand maître ;
- 1774 à 1791 Louis XVI, 6e grand maître ;
- 1814 à 1824 Louis XVIII, 7e grand maître ;
- 1824 à 1830 Charles X, 8e grand maître.

L'administration de l'ordre est confiée aux commandeurs-officiers.
- Les chevaliers : au nombre de cent, ils sont choisis parmi la plus haute noblesse du royaume et ceux qui, dans la noblesse seconde, jouissent de la faveur royale. Le roi peut choisir théoriquement tout noble prouvant trois degrés de noblesse (des preuves fausses sont parfois acceptées mais les anoblis restent exclus) ; néanmoins les membres des familles ducales sont parmi les plus représentés dans les rangs des chevaliers. Les chevaliers du Saint-Esprit sont également chevaliers de Saint-Michel, ce qui fait qu’on les nomme le plus souvent « chevaliers des ordres du roi ».
- Les commandeurs : il s’agit d’ecclésiastiques, au nombre de huit. L’ordre devait compter à l’origine quatre cardinaux ou archevêques et quatre évêques, mais ce ratio ne fut pas toujours respecté. Le grand aumônier de France est commandeur-né de l’ordre et n’est donc pas pris en compte dans les huit. Les commandeurs, étant ecclésiastiques, ne peuvent être chevaliers de Saint-Michel.
- Les commandeurs-officiers : il s’agit des quatre plus hauts officiers de l’ordre. Ils sont assimilés en dignité aux chevaliers et sont comme eux chevaliers de Saint-Michel. Les quatre commandeurs-officiers sont :

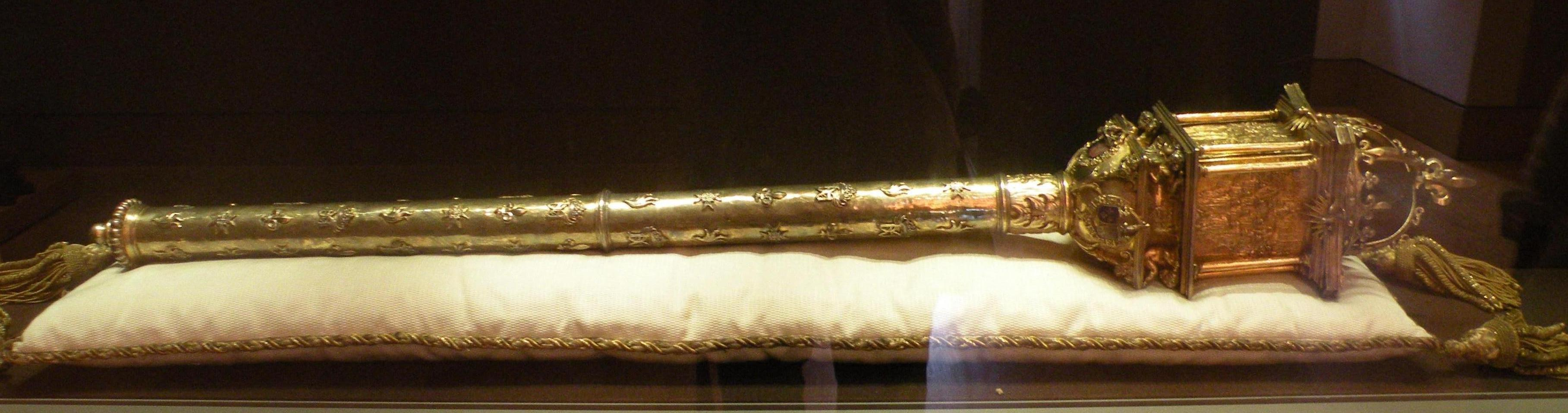
Masse du prévôt et maître des cérémonies de l'ordre du Saint-Esprit, qui la portera « sur le col » (1584-1586), par François II Dujardin (orfèvre), musée du Louvre.

- - le chancelier et garde des sceaux
  - le prévôt et maître des cérémonies
  - le grand trésorier
  - le greffier

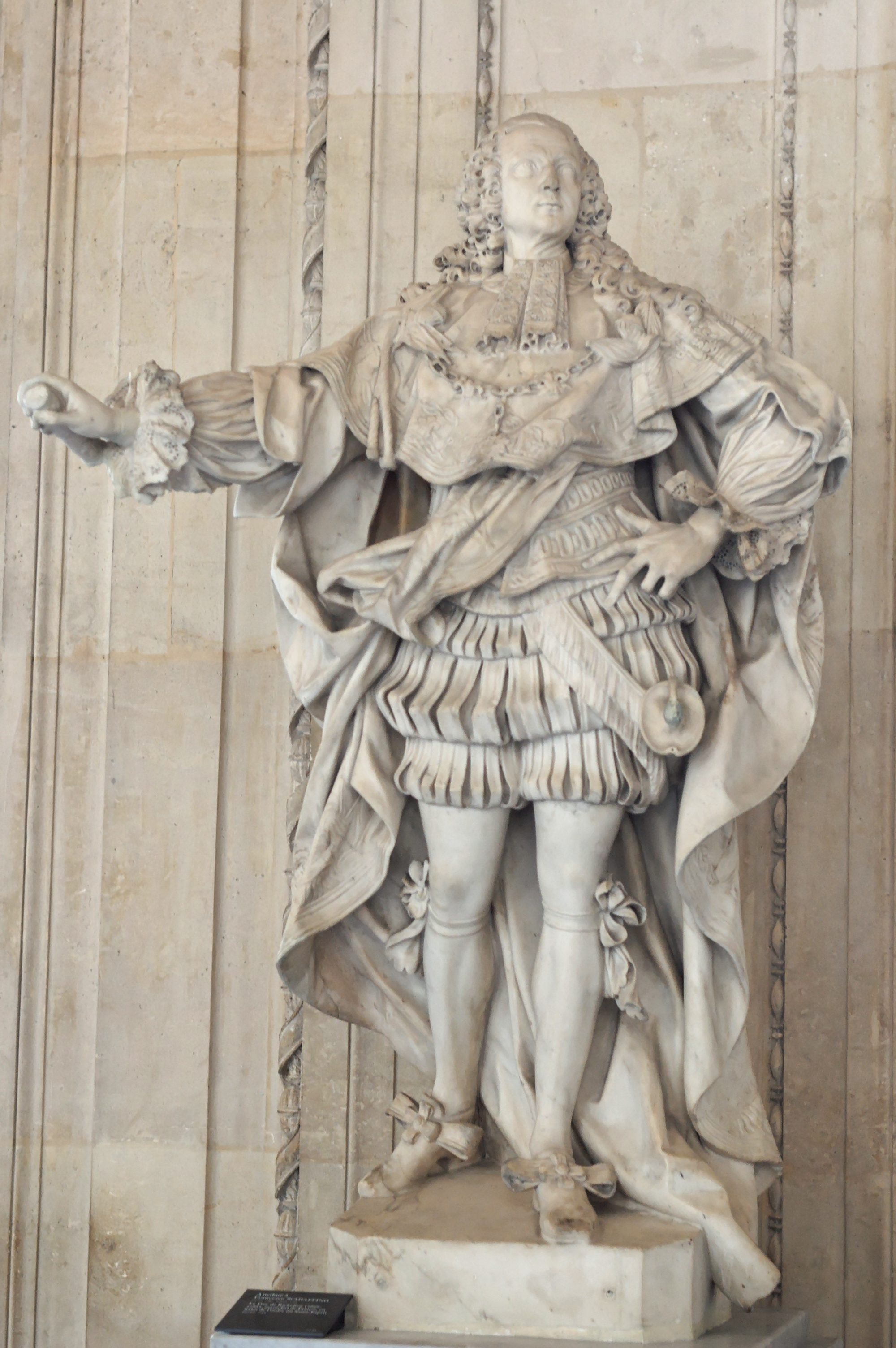
Le duc de Richelieu en costume de chevalier du Saint-Esprit, par Francesco Schiaffino (1748), musée du Louvre.

 Il n'existe aucune condition de noblesse pour les officiers, ce qui fait que le roi peut utiliser ces fonctions pour honorer des personnes récemment anoblies. Les exemples les plus connus sont ceux des grands ministres de Louis XIV Colbert et Louvois, ou encore (sur la fin de son règne) celui du riche financier Antoine Crozat (marquis du Chatel de fraîche date), qui fut grand trésorier de l'ordre (ces charges pouvaient toutefois être exercées également par des chevaliers ou commandeurs ecclésiastiques). Louis XV nomme ainsi de la même façon Abel Poisson de Marigny, le frère de la marquise de Pompadour. Par tradition remontant à Guillaume Pot de Rhodes, le prévôt maître des cérémonies fait ses preuves de noblesse, comme les chevaliers.

## Insignes et habits de cérémonie
Les insignes de l'ordre se composent :

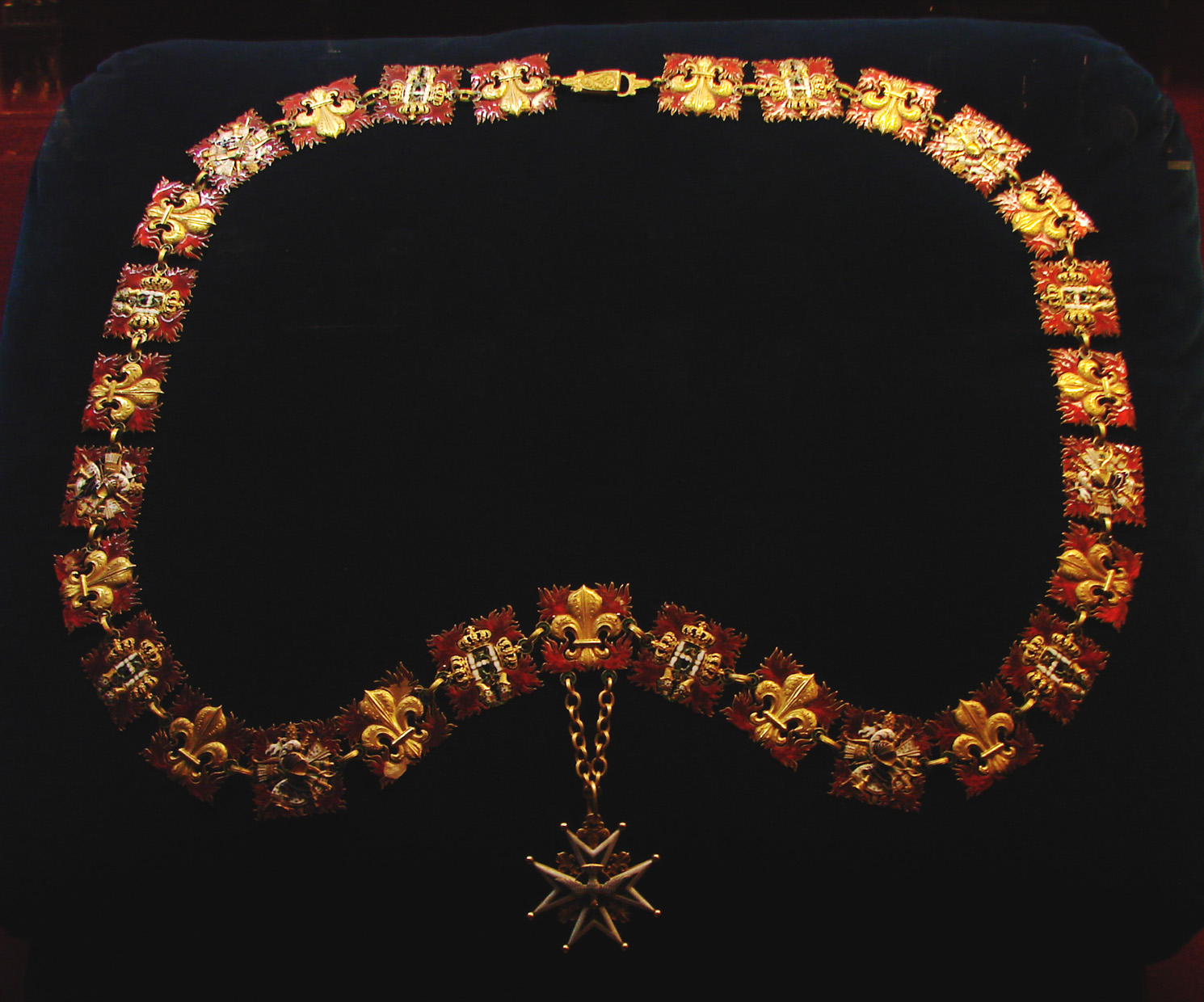
Collier de l'ordre.

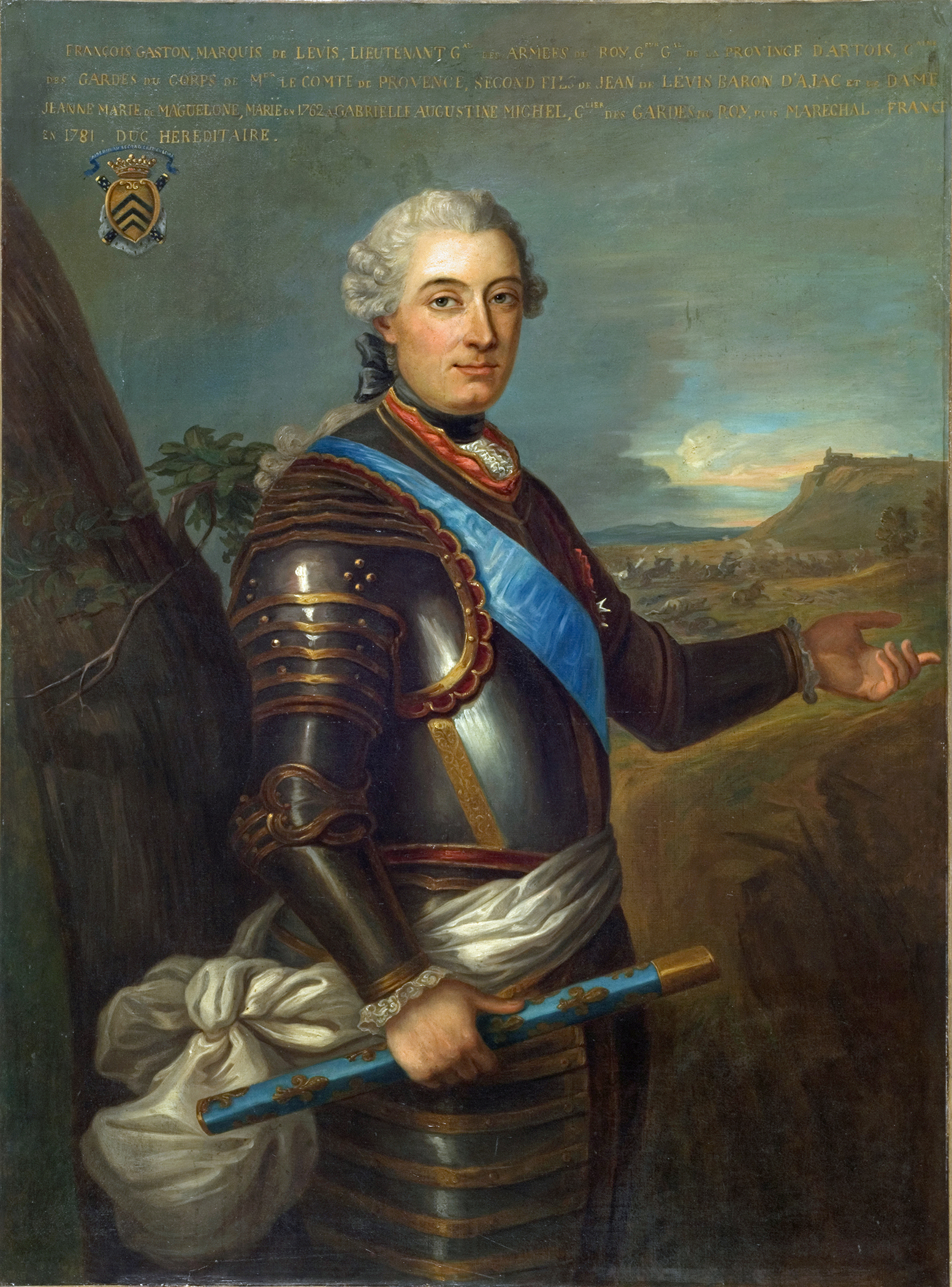
Le duc de Lévis portant en écharpe le cordon du Saint-Esprit et la croix de Saint-Louis.

- d'une « croix » composée à partir de la forme de la croix de Malte. À quatre branches, terminées par huit pointes boutonnées ; elle est anglée de fleur de lys. D'or, les branches émaillées de vert, bordé de blanc. La croix présente en son centre à l'avers une colombe aux ailes déployées et à la tête dirigée vers le bas, au revers Saint-Michel. La croix était habituellement portée par les chevaliers à un large ruban de couleur moirée bleu ciel porté en écharpe de l'épaule droite à la hanche gauche, d'où le surnom de « cordon bleu » donné aux chevaliers qui la portaient. Les commandeurs ecclésiastiques portaient la croix en sautoir.
- d'une « plaque » en broderie d'argent reprenant l'avers de l'insigne, portée au côté gauche.
- d'un « collier » formé de fleurs de lys et de différents motifs, utilisé lors des cérémonies.

Lors des cérémonies de l'ordre, les chevaliers portent un grand manteau de velours noir garni d'un mantelet de toile d'argent. Le jour du chapitre de l'ordre, le 1er janvier, les novices portent un habit en étoffe d'argent que commente ainsi le duc de Croÿ :

« Un vêtement de novice très beau et très singulier : c'est l'habit de fête de la cour de Louis XIII (sic), qui tient de celui d'Espagne du même temps. Il est remarquable et conviendrait à des hommes jeunes et bien faits, malheureusement, il ne sert qu'à des gens d'un âge relativement avancé. »

## Trésor de l’Ordre
À sa création, Henri III dota l'ordre d'un trésor comprenant deux groupes d'objets : douze objets antérieurs à la création de l'ordre, prélevés par le roi dans les collections royales où ils sont décrits en 1561 (dont le reliquaire en or émaillé et les deux anges-reliquaires en argent doré et cristal de roche) ; dix objets en argent doré exécutés entre 1579 et 1585. L'ordre du Saint-Esprit fit par ailleurs réaliser une somptueuse chapelle brodée utilisée pour les cérémonies de l'ordre et dont une partie importante de cet ensemble exceptionnel est encore conservée au département des Objets d'art du musée du Louvre,.
Lorsque l’ordre du Saint-Esprit ne fut plus attribué, à l’avènement de Louis-Philippe en 1830, le trésor qui avait entièrement survécu — à l’exception d’une grande croix processionnelle en cristal de roche et argent doré — fut versé au musée du Louvre où il est exposé, au même titre que plusieurs des quatorze manteaux de l’Ordre conservés dans les collections publiques françaises,.
Le livre de évangiles, utilisé pour recevoir le serment des chevaliers au moment de leur réception, et enluminé par Guillaume Richardière, était considéré comme perdu depuis la Révolution française, à l'exception du frontispice conservé au musée Condé au château de Chantilly. Il a récemment été identifié dans les collections du Philadelphia Museum of Art,.

## Galerie
Portraits de quelques chevaliers de l'ordre du Saint-Esprit portant leur insigne en écharpe. On peut noter que l'usage de porter l'écharpe de l'épaule droite à la hanche gauche semble se fixer sous le règne de Louis XIV.

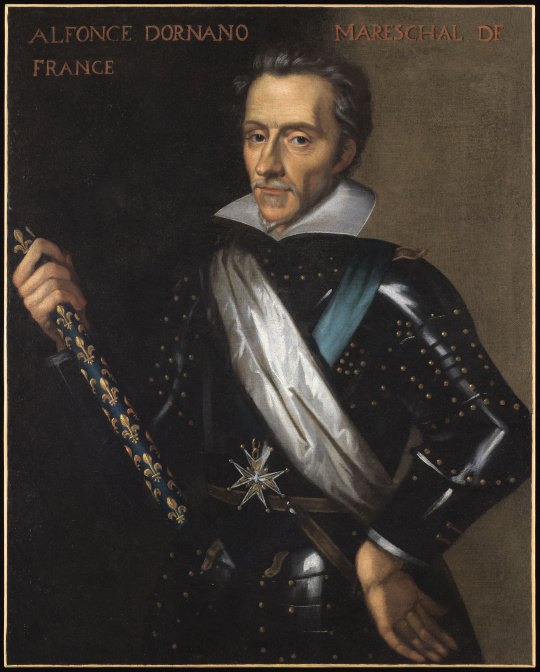
Le maréchal d'Ornano.
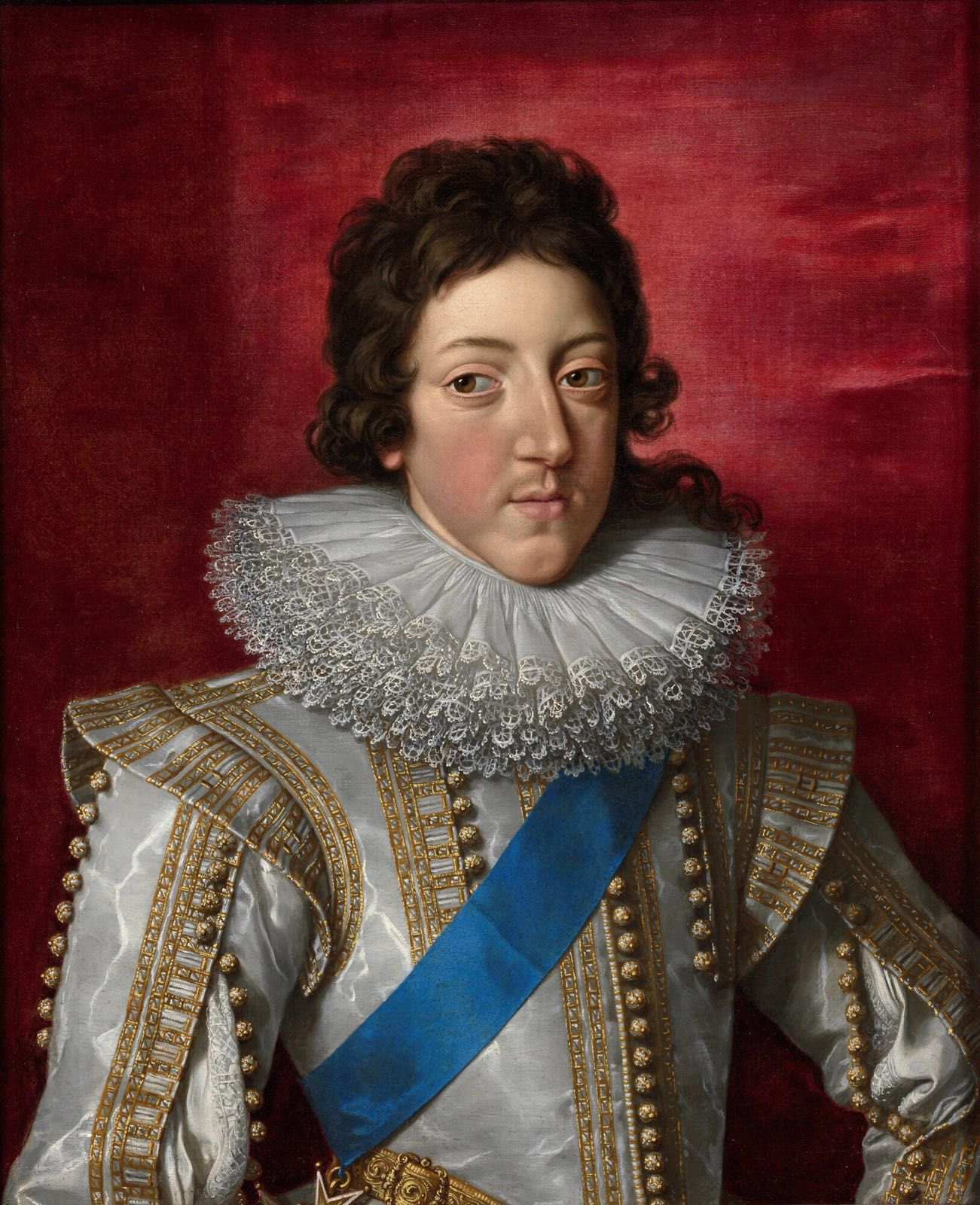
Le jeune Louis XIII.
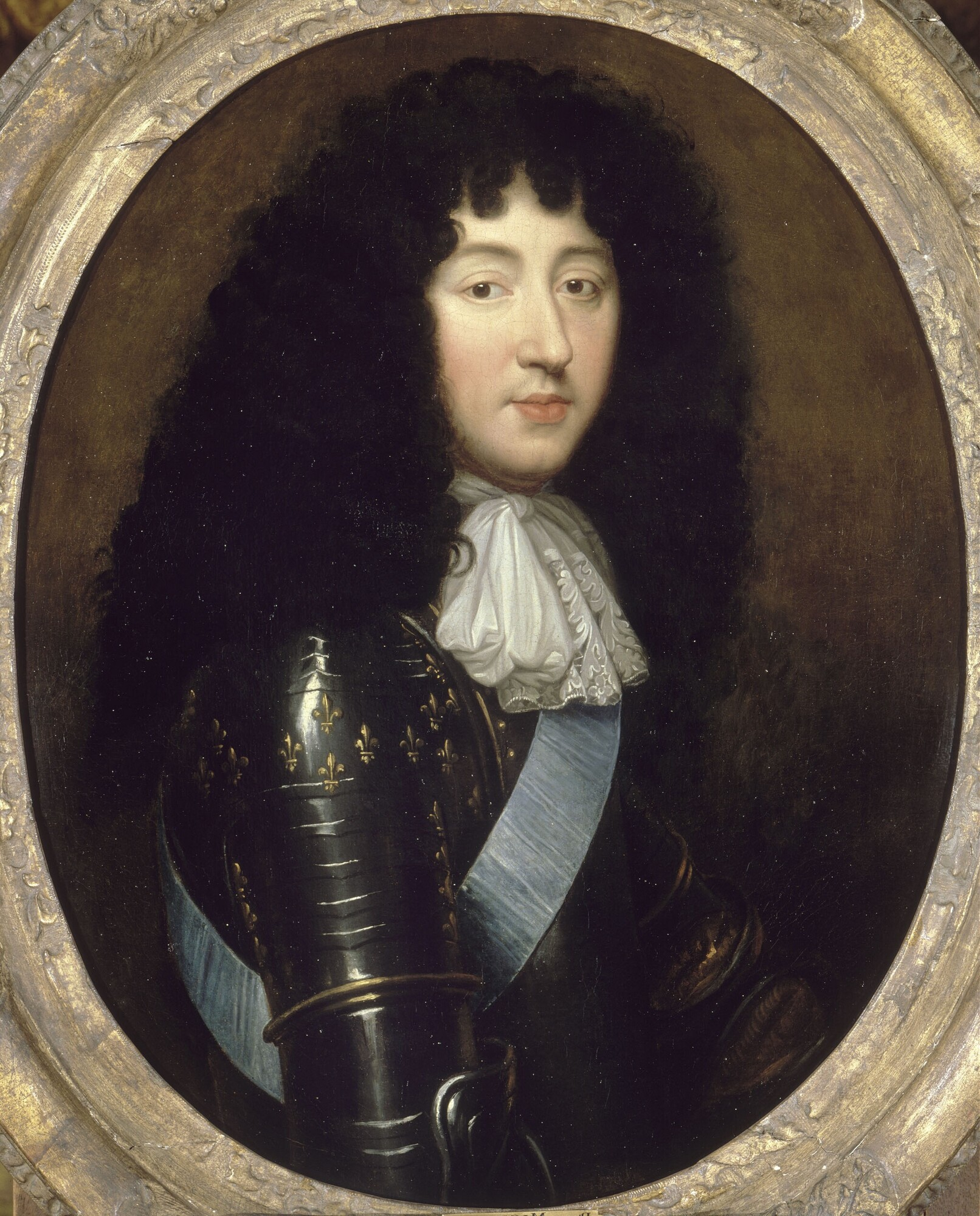
Monsieur, duc d'Orléans.
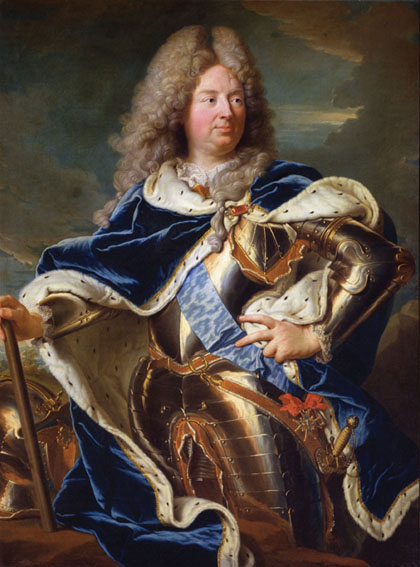
Le duc d'Antin.
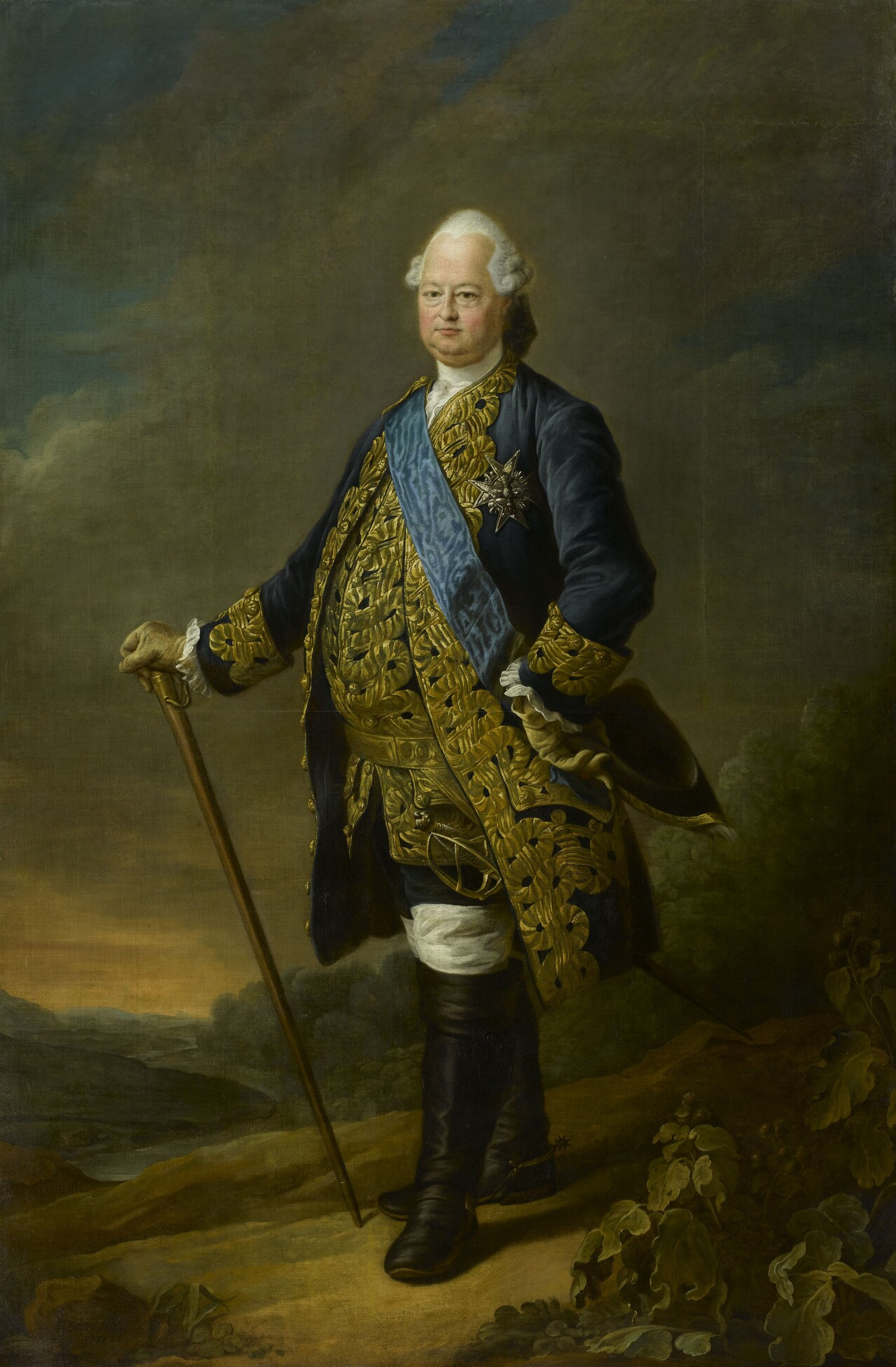
Le comte de Clermont.
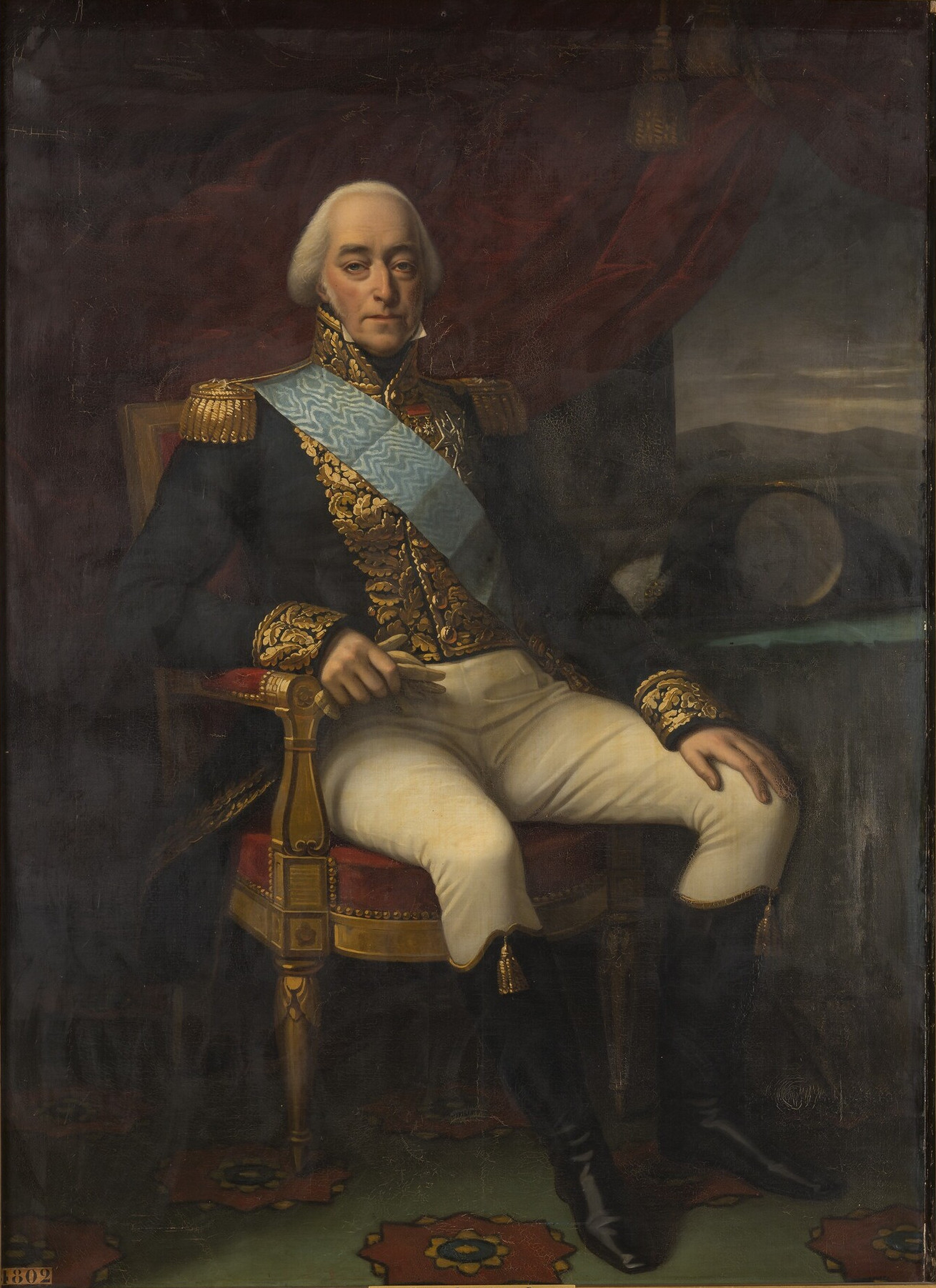
Le prince de Condé.
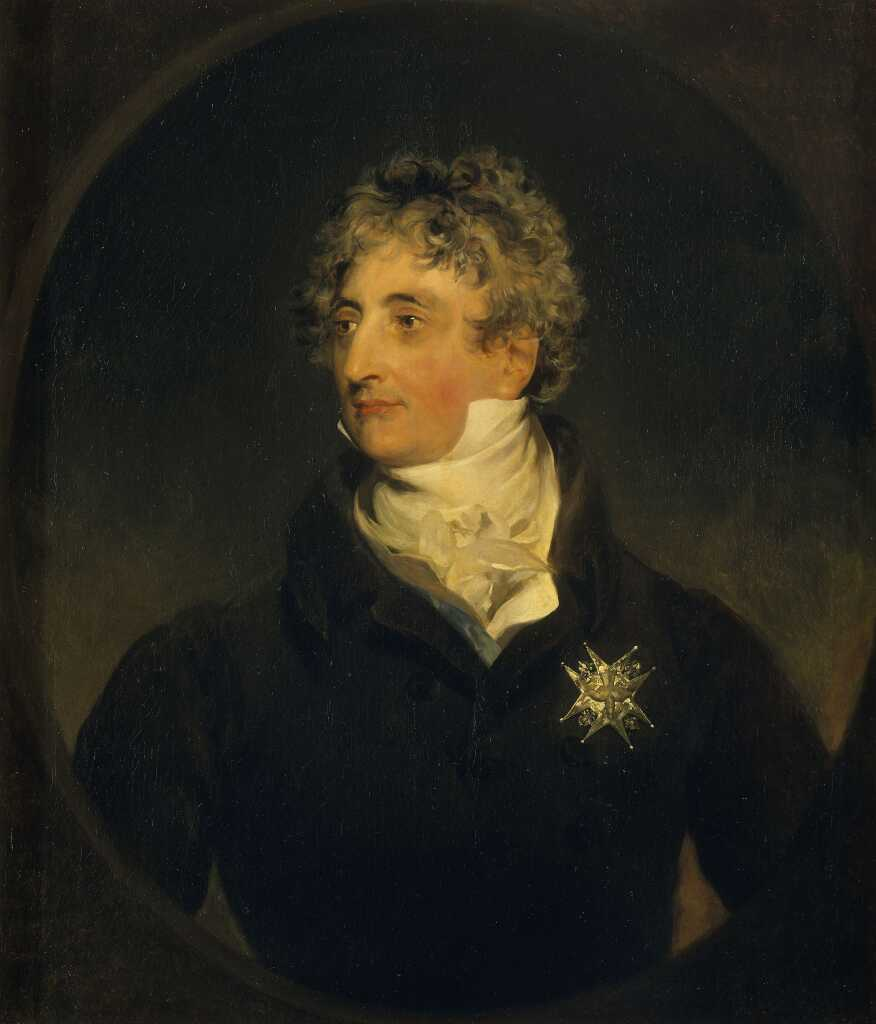
Le duc de Richelieu.
Collier des chevaliers de l'ordre.

Portraits de quelques commandeurs de l'ordre du Saint-Esprit portant leur insigne en sautoir.

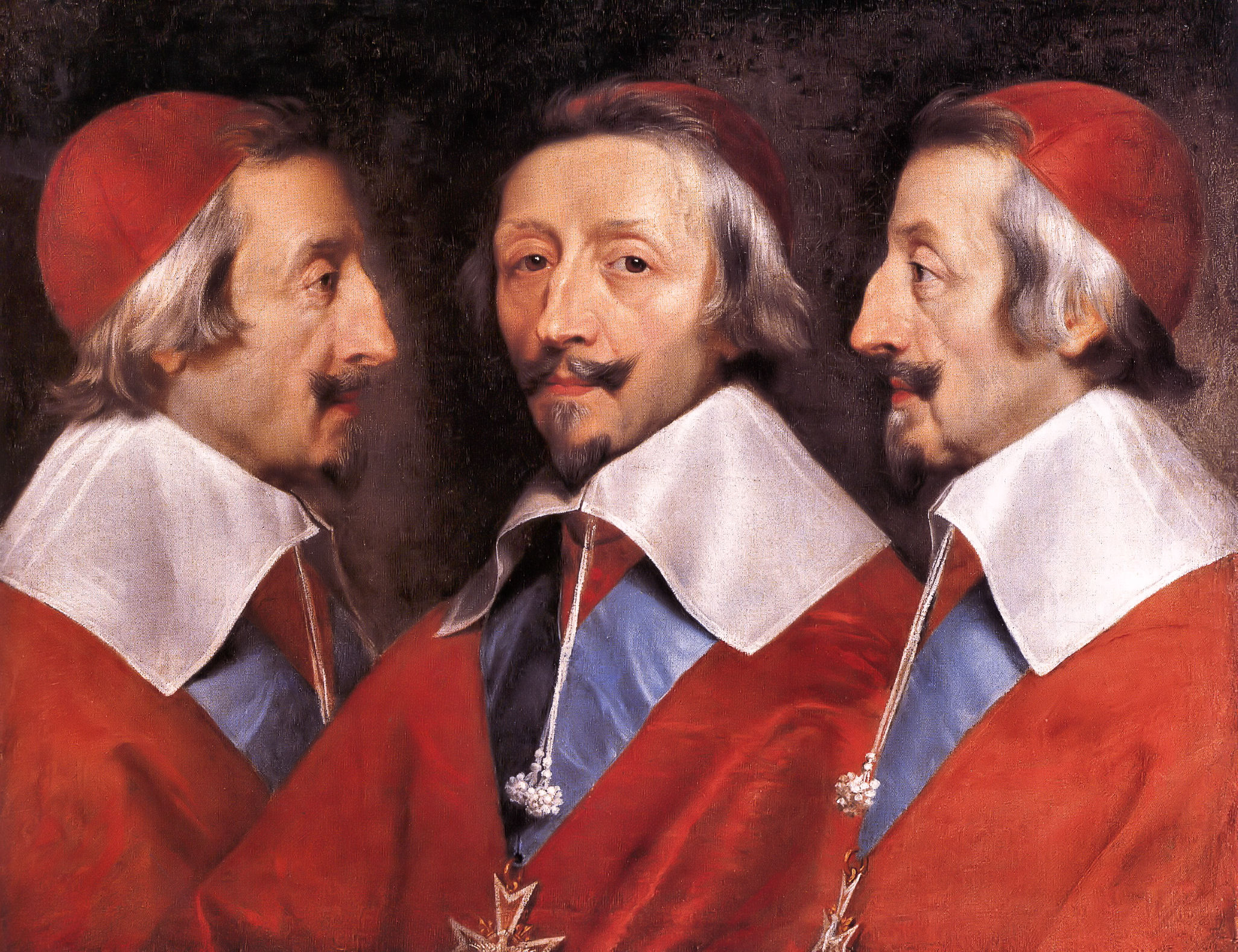
Le cardinal de Richelieu.
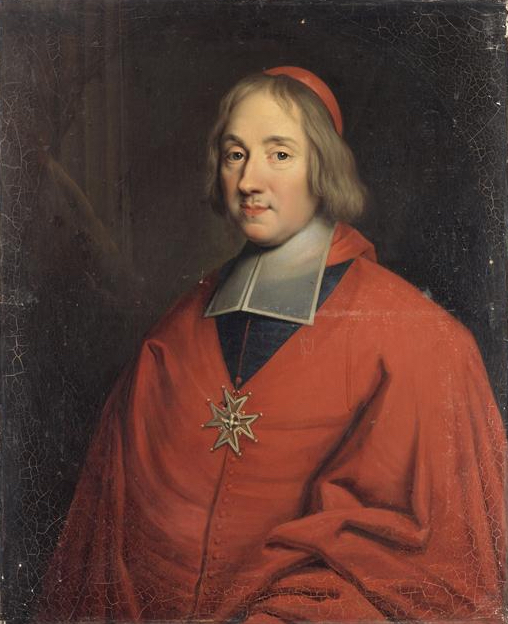
Le cardinal de Noailles.
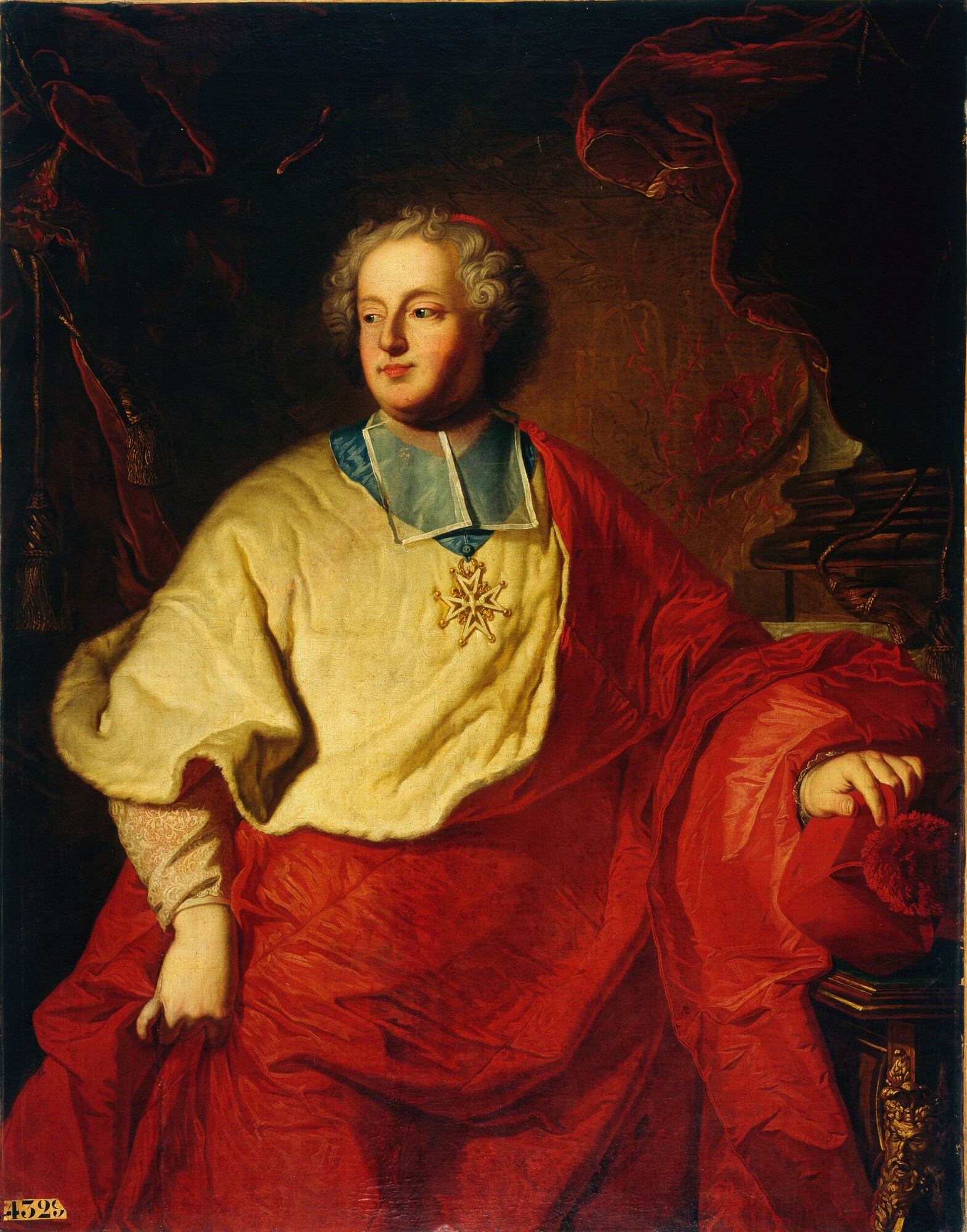
Le cardinal de Rohan.
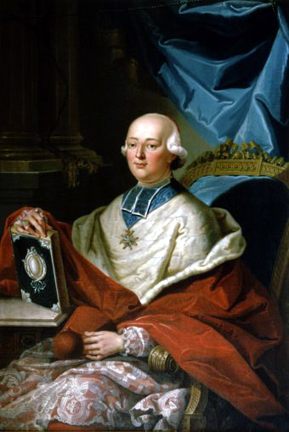
Le cardinal de Rohan.
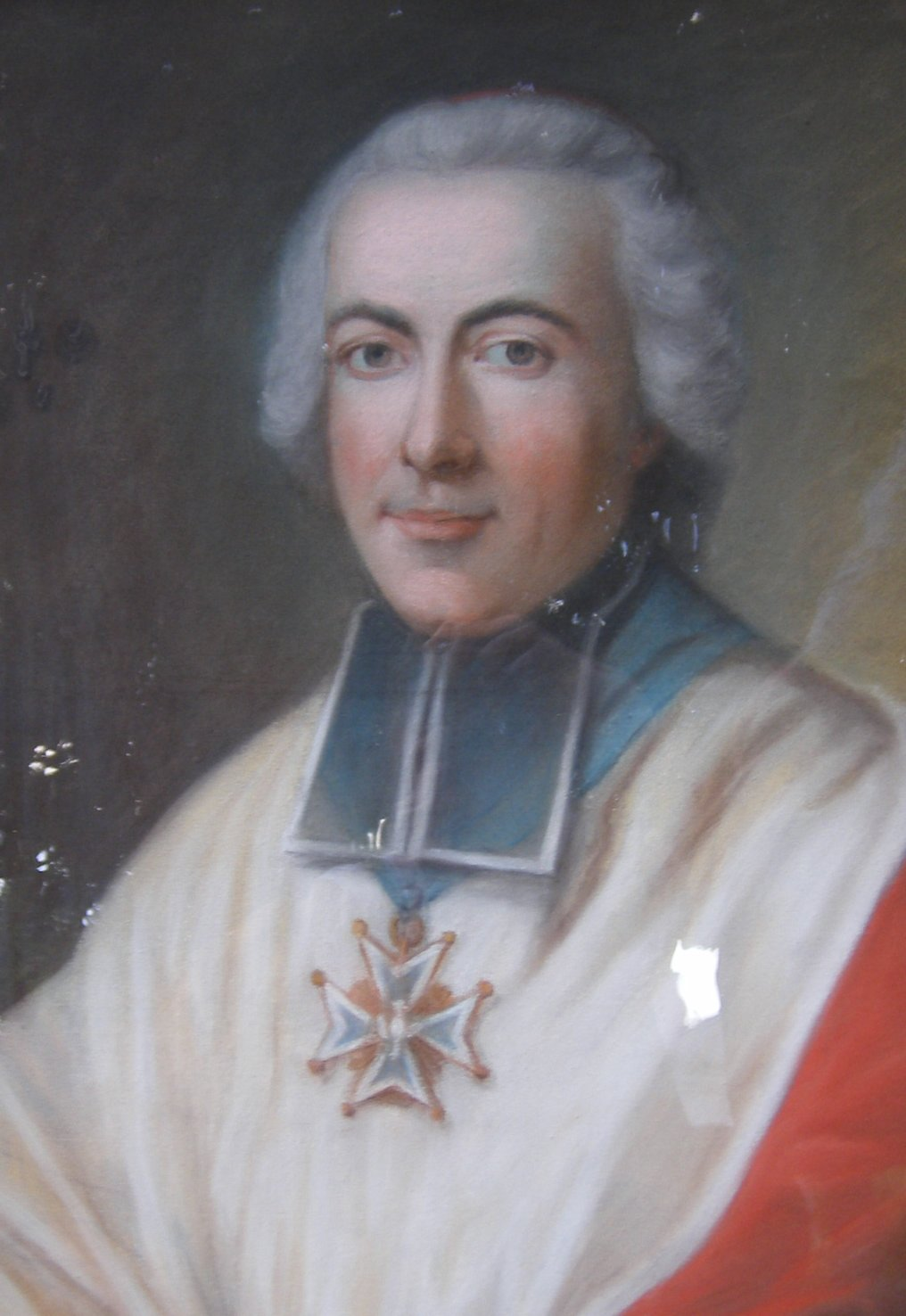
Le cardinal de Rochechouart.
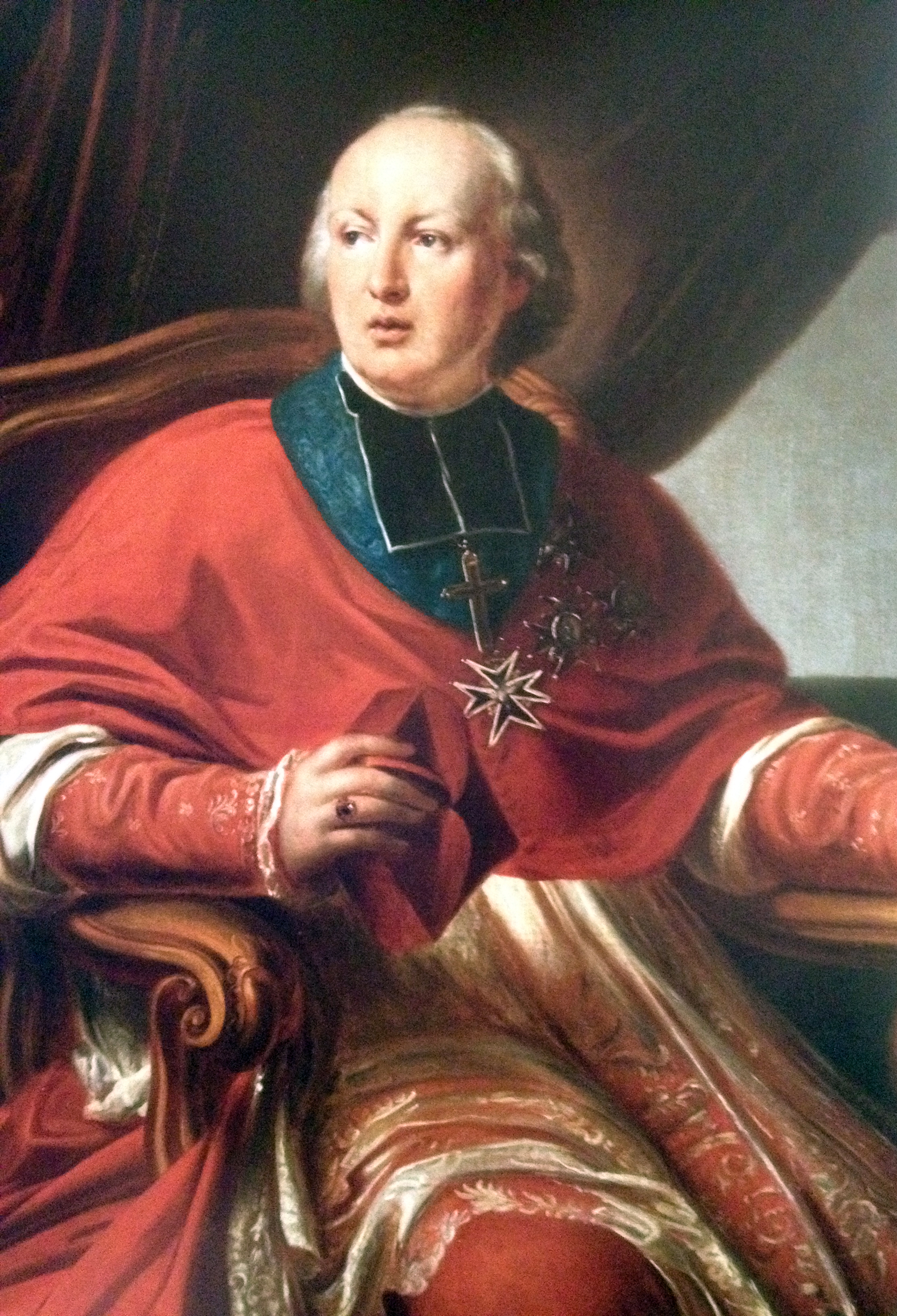
Le cardinal de Croÿ.
Croix de l'ordre toujours portée en sautoir par les ecclésiastiques.

## Liste de l'ordre dynastique

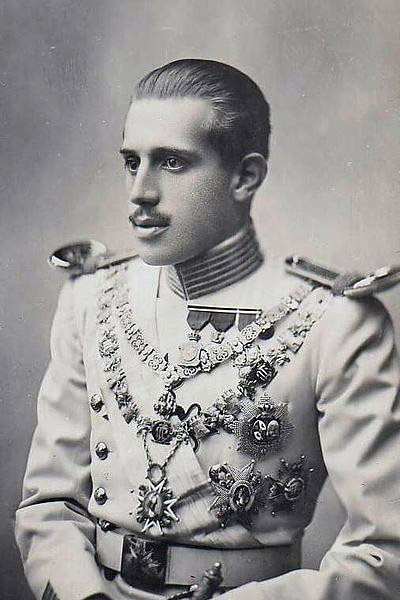
Jacques-Henri de Bourbon,  duc d'Anjou, qui conféra l'ordre à plusieurs reprises à partir de 1972.
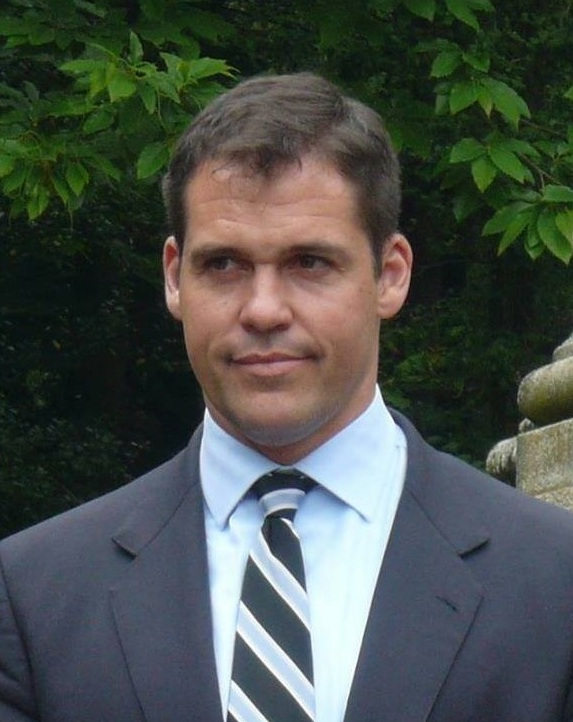
Louis de Bourbon, duc d'Anjou (« Louis XX »), qui revendique la grande maîtrise de l'ordre.
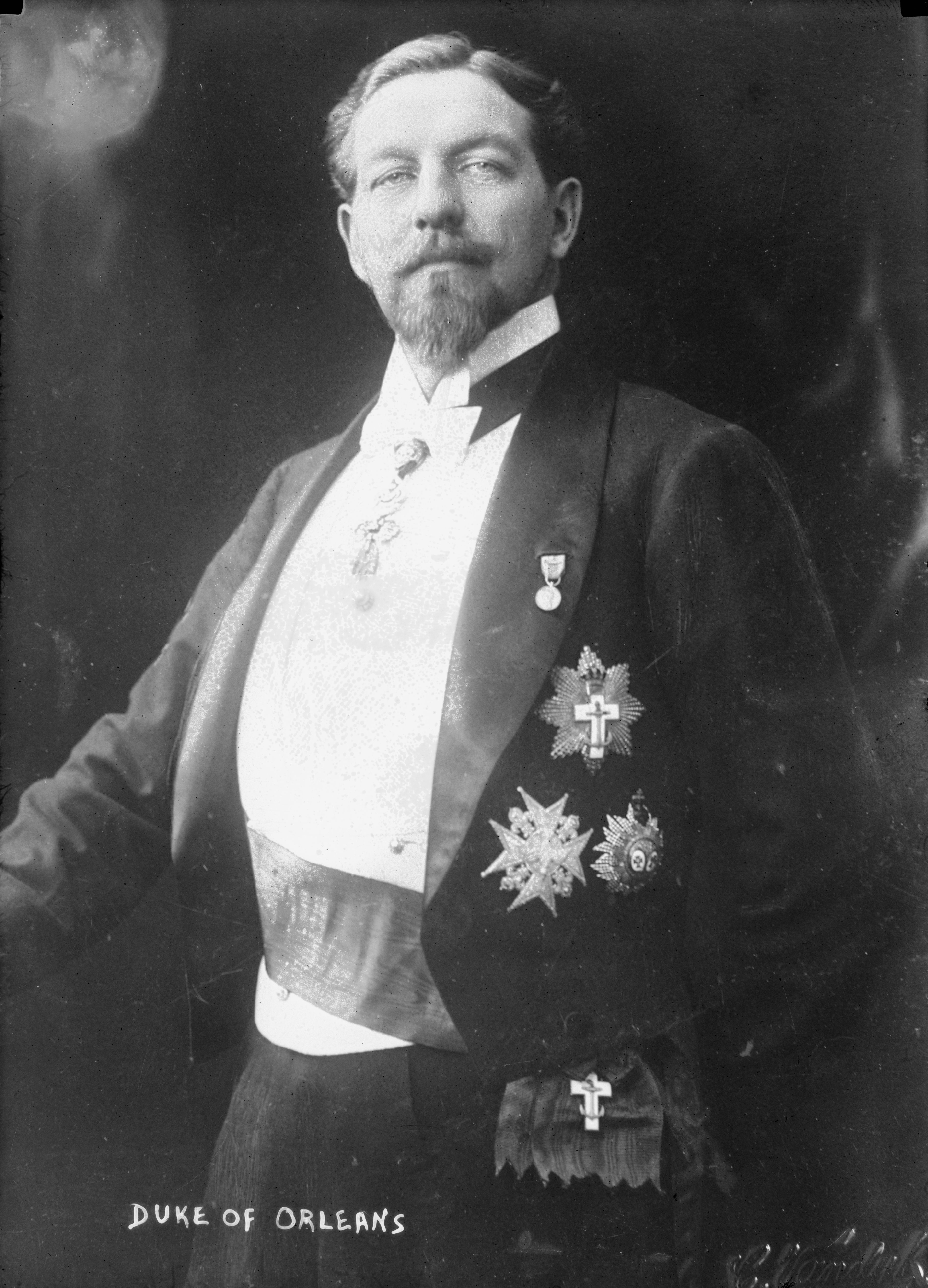
Philippe d'Orléans, duc d'Orléans, portant, entre autres décorations, la plaque de chevalier de l’ordre du Saint-Esprit.

Liste successive des prétendants au trône de France ayant conféré l'ordre. 
- Branche aînée de la maison de Bourbon
  - Louis de France (1775-1844), comte de Marnes, dit « Louis XIX », conféra l'ordre ;
  - Henri d'Artois (1820-1883), comte de Chambord, dit  « Henri V », porta rarement l'ordre, et le conféra selon certaines sources ;
- Branche espagnole de la maison de Bourbon (devenue aînée en 1883 et prétendant au trône)
  - Jean de Bourbon (Don Juan de Borbón) (1822-1887), comte de Montizón, dit « Jean III », porta[24],[25] l'ordre en 1883 ;
  - Charles de Bourbon (Don Carlos de Borbón) (1848-1909), duc de Madrid, dit « Charles XI », conféra l'ordre ;
  - Jacques de Bourbon (Don Jaime de Borbón) (1870-1931), duc d'Anjou et de Madrid, dit « Jacques Ier », conféra l'ordre ;
  - Alphonse-Charles de Bourbon (Don Alfonso Carlos de Borbón) (1849-1936), duc de San Jaime, dit « Charles XII », fait chevalier de l'ordre en 1894 ;
  - Alphonse de Bourbon (Don Alfonso de Borbón) (1886-1941), duc de Tolède, dit « Alphonse Ier », roi d'Espagne sous le nom d'Alphonse XIII, fait chevalier de l'ordre en 1931 ;
  - Jacques-Henri de Bourbon (Don Jaime de Borbón) (1908-1975), duc d'Anjou et de Ségovie, dit « Henri VI », conféra l'ordre ;
  - Alphonse de Bourbon (Don Alfonso de Borbón) (1936-1989), duc d’Anjou et de Cadix, dit « Alphonse II », porta l’ordre ;
  - Louis de Bourbon (Don Luis Alfonso de Borbón) (né en 1974), duc d'Anjou, dit « Louis XX », portait l'ordre lors de l'audience privée accordée par le pape Benoît XVI le 8 novembre 2008[26].

- Branche de la maison d'Orléans, (régnante entre 1830 et 1848, prétendant au trône depuis 1883)
  - Philippe d’Orléans (1869-1926), duc d’Orléans, connu sous le nom de « Philippe VIII », porta les insignes de l'ordre, conféra l'ordre[27].
  - Jean d'Orléans (1874-1940), duc de Guise, dit « Jean III ».
  - Henri d'Orléans (1908-1999), comte de Paris, dit « Henri VI ».
  - Henri d'Orléans (1933-2019), comte de Paris, dit « Henri VII ».
  - Jean d'Orléans (1965), comte de Paris, dit « Jean IV ».

### Bibliographie

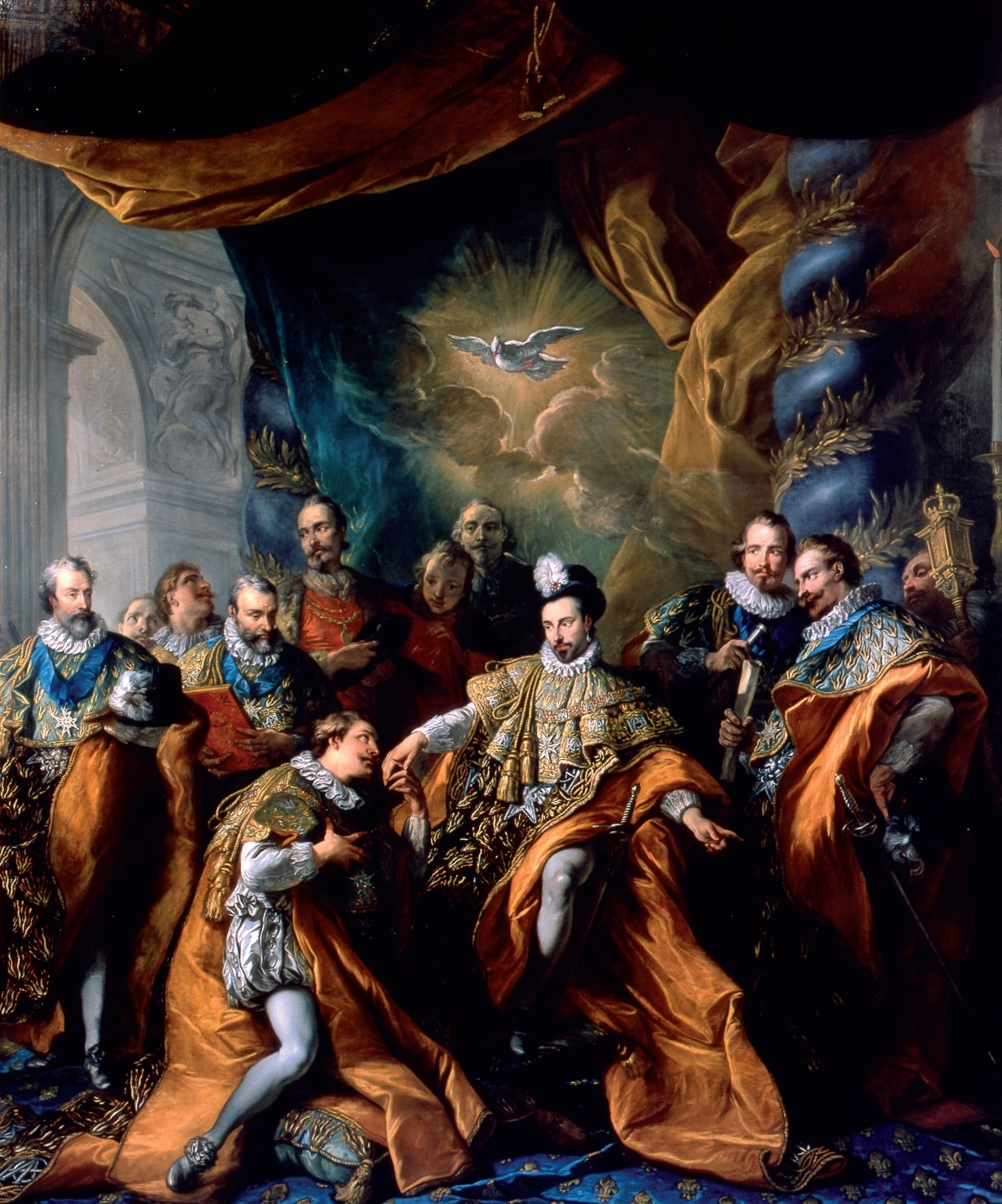
Le roi Henri III (roi de France) préside l'ordre du Saint-Esprit, tableau de Charles André van Loo, XVIIIe siècle.

## Sources primaires et bibliographie

### Source primaire
- Pierre de L'Estoile (édition établie par Madeleine Lazard et Gilbert Schrenck), Registre-journal du règne de Henri III, t. III : 1579-1581, Genève, Droz, coll. « Textes littéraires français » (no 487), 1997, 232 p. (ISBN 2-600-00233-2, présentation en ligne).